# Cel Damage
Cel Damage est un jeu de course développé par Pseudo Interactive sorti sur GameCube, Xbox et PlayStation 2.

## Système de jeu
Le jeu possède la particularité d'avoir des véhicules assez originaux et qui permettent de tirer sur les adversaires. Il fait en cela penser à d'autres titres comme les licences Mario kart, ou encore Crash Bandicoot.
Plusieurs personnages existent sans être débloqués : un canard mafieux, un diablotin, un geek, une gothique, Dominique Trix et un fanatique d'Elvis Presley sur une pelleteuse (des Boss sont déblocable comme : un vampire, un taureau, un crocodile, un extraterrestre). Tous possèdent une arme spéciale, ainsi que des caractéristiques particulières. En outre, sont aussi déblocables les boss de chaque Univers. Le jeu se divise en 12 niveaux, dans 4 univers différents et un niveaux boss base. Ces niveaux peuvent être jouables en trois mode (combat à points, rallye drapeau, course).
Sur la version de la Gamecube et Xbox en 2001, il n'y a pas de point de vie, le joueur peut tuer un pilote IA ou un joueur adverse en un seul coup.

## Graphismes
Comme le titre le laisse entendre les graphismes utilisent un rendu particulier, le cel-shading, qui évoque les dessins animés par l'utilisation de grands aplats de couleurs et des contours très marqués.

## Accueil
- Jeuxvideo.com : 14/20 (XB, GC)[1]